# Sundsvalls Järnvägsaktiebolag
Sundsvalls Järnvägsaktiebolag bildades 1872 för att bygga en järnväg mellan Sundsvall och den kommande Stambanan genom Norrland vid Torpshammar. Järnvägen kallades Sundsvall-Torpshammars Järnväg (STJ). Spårvidden var 1067 mm som skulle ha varit den samma som Stambanan genom Norrland, norr om Storvik, och Norrländska tvärbanan från Torpshammar till riksgränsen. Riksdagen ändrade sig under 1870-talet till att allt byggdes som normalspårigt, men det kostade för mycket för Sundsvalls Järnvägsaktiebolag att ändra till normalspår. Stambanan genom Norrland byggdes via Ånge istället för Torpshammar som blev en omlastningsstation till Norrländska tvärbanan.
STJ förutom bibanan Vattjom-Matfors såldes för 3 650 000 kr till Svenska staten 1885 efter 11 års drift. Bibanan Matfors Vattjoms Järnväg (MVaJ) såldes 1889 till Matfors AB och Sundsvalls Järnvägsaktiebolag upplöstes.
Med överskottet från Sundsvalls Järnvägsaktiebolag bildades 1894 fonden "Minne af Sundsvalls Jernväg" vars avkastning användes till ett barnsjukhus i Sundsvall och till frisängsplatser eller nedsättning av legosängsavgifter för medellösa barn.

## Källhänvisningar
1. 1 2 3  Historiskt om Svenska Järnvägar Statsbanan Sundsvall - Torpshammar
2. ↑  Minnen Sundsvall KOMMUNIKATIONER Arkiverad 21 april 2009 hämtat från the Wayback Machine.
3. ↑  Historiskt om Svenska Järnvägar Matfors - Vattjoms Järnväg
4. ↑  Minnen Sundsvall CENTRALFÖRVALTNING Arkiverad 6 februari 2016 hämtat från the Wayback Machine.